# Charles Burke Elbrick
Charles Burke Elbrick (Louisville, 1908 – Washington, 14 aprile 1983) è stato un diplomatico e funzionario statunitense.

## Biografia
Elbrick nacque nel Kentucky da una coppia di cattolici. Si laureò presso il Williams College nel 1929. Aveva inizialmente pensato a una carriera nell'editoria a New York, ma il crollo di Wall Street, avvenuto in quello stesso anno, lo persuase a lavorare per il governo del suo Paese.
Nel 1939, Elbrick seguì il governo polacco in esilio dopo l'invasione dell'esercito nazista tedesco. Mentre lasciava Varsavia, il convoglio diplomatico fu mitragliato da aerei tedeschi, ed Elbrick dovette saltare giù per nascondersi in un fosso lungo la strada. Si rifugiò in Francia nella primavera del 1940, ma fu costretto a scappare di nuovo, dirigendosi questa volta in Spagna. Trascorse la maggior parte della seconda guerra mondiale a Lisbona. Durante quel periodo imparò il portoghese e perfezionò la conoscenza delle altre lingue straniere che già parlava, quali il tedesco, il francese e lo spagnolo.
Dopo la fine della seconda guerra mondiale, Elbrick tornò in Polonia nel giugno 1945, dove lavorò al Dipartimento di Stato come assistente capo della Divisione per gli affari dell'Europa orientale. Passò poi all' Ambasciata di Cuba nel 1949, rimanendovi fino al 1951. 
Dal 1953 al 1957 Elbrick fu vicesegretario di Stato aggiunto per gli affari europei e nel 1957 fu promosso segretario di Stato aggiunto per gli affari europei ed eurasiatici. Successivamente fu ambasciatore statunitense in Portogallo (1958), Jugoslavia (1964) e Brasile (1969).
Il 4 settembre 1969 Elbrick fu sequestrato e trattenuto per 78 ore da esponenti del Movimento Rivoluzionario 8 ottobre (MR-8) a Rio de Janeiro. Questi pretendevano il rilascio di 15 prigionieri politici e la pubblicazione di un manifesto di tre pagine del Movimento Rivoluzionario.
L'ambasciatore fu liberato dopo che le richieste vennero esaudite. Il rapimento era anche stato un modo per attirare l'attenzione dei media sulla repressione operata dal regime militare brasiliano. 
Elbrick cessò ogni incarico nel 1973. Da allora visse dividendosi tra Washington e Gilbertsville, presso New York. Morì nel 1983, per una polmonite.

## Nella cultura di massa
- Il suo rapimento è stato raccontato nel film 4 giorni a settembre, diretto da Bruno Barreto. [4]